# Штефаньяи, Имре
Имре Штефаньяи (венг. Stefániai Imre, нем. Emeric Stefaniai; 13 декабря 1885, Будапешт — 4 июля 1959, Сантьяго) — венгерский пианист и музыкальный педагог.
Учился в Будапеште у Иштвана Томки, затем в Берлине у Ферруччо Бузони и Эрнста фон Донаньи, изучал также композицию под руководством Энгельберта Хумпердинка. Вплоть до Первой мировой войны концертировал в Европе и США. В 1914 г. получил звание придворного пианиста в Мадриде; в испанский период сдружился с композитором Андресом Исаси, был одним из немногих исполнителей его музыки. В 1920-е гг. вернулся в Венгрию, в 1926—1936 гг. профессор Будапештской музыкальной академии (среди его учеников Геза Анда и Ирен Марик), с 1929 года редактор журнала «Музыка». В 1937 г. входил в жюри Международного конкурса пианистов имени Шопена.
С 1947 года вместе с женой, пианисткой Маргаритой Ласлоффи, жил и работал в Чили. Заведовал отделением музыки Католического университета Чили.
Автор сборника фортепианных прелюдий (1934), Интродукции и пассакальи для фортепиано с оркестром и ряда других композиций.